# Ефремово (Киржачский район)
Ефре́мово — деревня в Киржачском районе Владимирской области России, входит в состав Кипревского сельского поселения.
Расположена вдоль трассы А108 Киржач — Кольчугино. В деревне находятся небольшой пруд и озеро.

## История
Первое упоминание о деревне Ефремово содержится в грамоте великого князя Ивана Васильевича 1546 года. В 1562 году Ефремово названо сельцом с двадцатью крестьянскими дворами. До упразднения монастырских вотчин в 1784 году
Ефремово принадлежала Киржачскому Благовещенскому монастырю. По ревизии 1719 года в деревне было 128 душ мужского пола. В конце XIX века — начале XX века здесь имелась земская школа. В это же время была построена часовня-столб.
В конце XIX века входила в состав Жердевской волости Покровского уезда Владимирской губернии. По данным на 1905 год при деревне располагалась ткацкая фабрика Герасимова

## Население
| 1859 | 1905 | 1926 | 2002 | 2010 | 2021 |
| ---- | ---- | ---- | ---- | ---- | ---- |
| 357  | ↗493 | ↗511 | ↘362 | ↗450 | ↘347 |

## Достопримечательности
- Часовня—столб.
- Памятник погибшим в Великую Отечественную войну.